# Biskupia Górka
Biskupia Górka je kopec s nadmořskou výškou 61 m v mezoregionu Pojezierze Kaszubskie. Je součástí města Gdaňsk v Pomořském vojvodství v Kašubsku v Polsku. Historicky měla Biskupia Górka důležitý strategický význam, protože je to kopec uprostřed velkého města.

## Historie
Dne 4. července 1946 zde bylo jedenáct strážců koncentračního tábora Stutthof veřejně oběšeno za válečné zločiny. Mezi těmi, kteří byli popraveni, bylo pět žen: Gerda Steinhoffová, Wanda Klaffová, Jenny-Wanda Barkmannová, Ewa Paradiesová a Elisabeth Beckerová, z nichž všechny byly souzeny a odsouzeny v průběhu prvního procesu Stutthof v Gdaňsku mezi 25. dubnem a 31. květnem 1946.

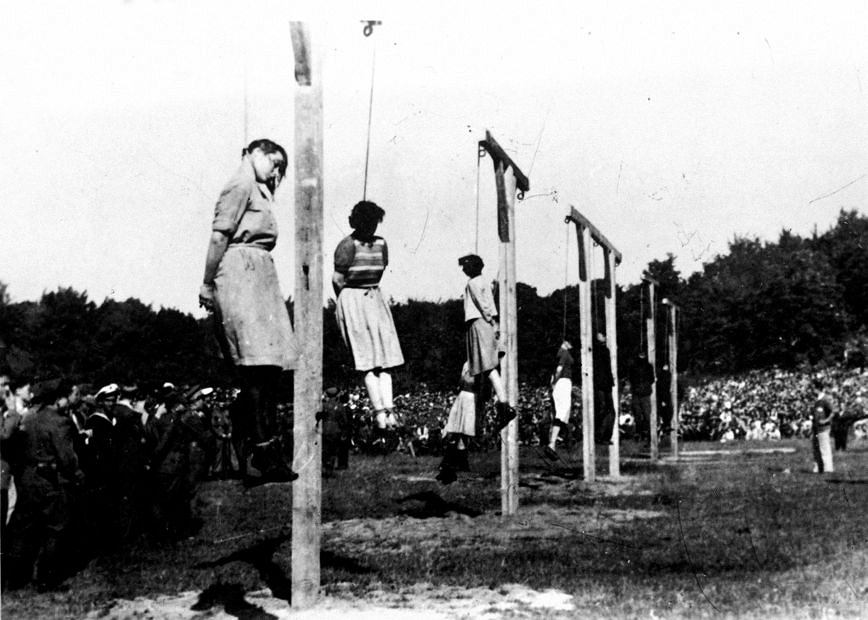
Poprava stráží koncentračního tábora Stutthof 4. července 1946. Jenny-Wanda Barkmannová, Ewa Paradiesová, Elisabeth Beckerová, Wanda Klaffová a Gerda Steinhoffová (zleva doprava)
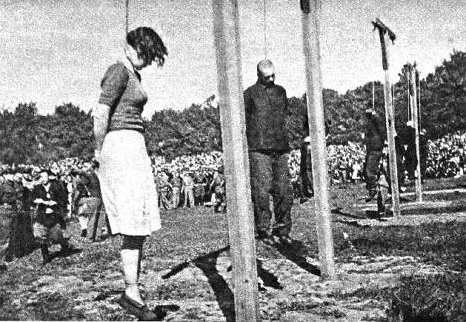
Gerda Steinhoffová, Johann Pauls a 3 kápové (zleva doprava)